# أحشاء الطير
أحشاء الطير مصطلح طهي لأحشاء ذبيحة الطير المأكولة مثل القلب والقوانص والكبد والأعضاء الأَخَر. 